# アンソニー・アームストロング＝ジョーンズ (初代スノードン伯爵)
初代スノードン伯爵アンソニー・アームストロング＝ジョーンズ（Antony Armstrong-Jones, 1st Earl of Snowdon、 1930年3月7日 - 2017年1月13日）は、イギリスの写真家、貴族。イギリス国王ジョージ6世の次女マーガレット王女の夫で、初代スノードン伯爵に叙せられた。

## 略歴
弁護士ロナルド・アームストロング＝ジョーンズとその妻アンの間の一人息子として生まれる。父方の祖父は精神科医・内科医のロバート・アームストロング＝ジョーンズ、曽祖父はウェールズの教育学者オウエン・ロバーツ、母方の曽祖父は漫画家のエドワード・リンリー・サンボーン、大々叔父は建築家のアルフレッド・メッセル。
両親は、アンソニーが幼い時に離婚した。学童期にポリオを患い、半年間リバプール病院に入院する。イートン校、のちにケンブリッジ大学のジーザス・カレッジに通い、建築を学ぶが、卒業試験は合格しなかった。大学ではボートクラブに在籍し、1950年のオックスフォード大学との対抗戦 (The Boat Race) では舵手 (Coxswain) としてクラブを勝利に導いている。

### 写真家として
大学を出て、写真家としてのキャリアを積み重ねる。1957年には、女王エリザベス2世のカナダ訪問に公式に随行した。
1960年代には『サンデー・タイムズ』の芸術監修をつとめ、1970年代には英国一のカメラマンとの評価が固まる。その作品ジャンルはファッションからドキュメンタリーなど多岐にわたったが、特に世界の著名人を映した作品群が有名になる。作品は『ヴォーグ』・『ヴァニティ・フェア』・『デイリー・テレグラフ』などに多数掲載された。2001年には、ナショナル・ポートレート・ギャラリーで回顧展が開かれる。
また、空間構成の監修も行った。主な作品として、Frank Newby、Cedric Price、ロンドン動物園の鳥小屋などである。1969年には、義甥のチャールズ3世のプリンス・オブ・ウェールズ叙爵の式典の統括も行った。

### 結婚生活

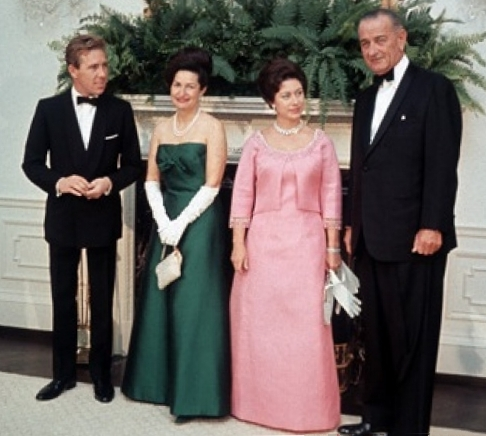
アメリカ合衆国を訪問し、ホワイトハウスでジョンソン大統領夫妻の歓迎を受ける王女夫妻。左から、スノードン伯、レディバード大統領夫人、マーガレット王女、ジョンソン大統領（1965年11月17日）

1960年2月にエリザベス2世の妹マーガレット王女と出会い、5月6日ウエストミンスター寺院で挙式。ケンジントン宮殿の一室に居を構えた。
アンソニーはハノーヴァー朝以降の王族の配偶者としては初の爵位とは無縁の一平民だったが、王女との釣り合い上、婚儀に際しスノードン伯爵に叙せられた。イギリスでは女性の一世王族（父が王または母が女王である王女）は結婚した後もそのまま王族としての身位を失わずに王室に留まる。変わるのは正式称号で、結婚後は基本的に「誰々の夫人」であることを示す文言がその一部となる。その場合配偶者であるアンソニーが平民だと、マーガレットの正式称号は「アームストロング＝ジョーンズ令夫人マーガレット王女殿下」となり、これは当時としては不釣り合いなものだと考えられていた。そこで結婚と同時にアンソニーをスノードン伯爵に叙して、マーガレットの正式称号が「スノードン伯爵夫人マーガレット王女殿下」となるよう計らったのである。
アンソニーはマーガレット王女との間には1男1女を儲けている。
- デイヴィッド・アームストロング＝ジョーンズ（1961年11月3日 - ）- 第2代スノードン伯爵
- レディー・サラ・チャット（1964年5月1日 - ）- ダニエル・チャット夫人

2人の結婚生活は早いうちから破綻をきたしていた。王女は結婚前に恋愛関係にあったピーター・W・タウンゼント空軍大佐との破局に傷心しており、アンソニーとの短期間での結婚もその衝動的なリバウンドだった。結婚後もアンソニーは本業の都合で留守にすることが多かったため、やがて王女は深夜までパーティーを繰り返すようになり、一方のアンソニーも乱れた性生活をおくった。両者ともにあからさまな行動だっために、アンソニーの同性愛疑惑とも相まって、ゴシップの格好の標的になった。更に両者の友人の暴露も相次いで、不倫報道は別居後も続いた。1978年に正式離婚した。
アンソニーはその年のうちに映像ディレクターのマイケル・リンゼイ＝ホッグ準男爵の元妻・ルーシーと再婚し、1女を儲けた。
- レディー・フランセス・フォン・ホフマンスタール（1979年7月17日 - ）- ロドルフ・フォン・ホフマンスタール夫人

アンソニーにはこの他にも1976年以降半ば公然の愛人としてジャーナリストのアン・ヒルズがおり、その関係は1996年の大晦日にアンが自殺を遂げるまで続いた。その後2000年になってアンソニーには『カントリー・ライフの編集者メラニー・ケーブル＝アレグザンダーとの間に2歳になる隠し子がいることを暴露されるに至って、ついにルーシーと離婚した。
- ジャスパー・ケーブル＝アレグザンダー（1998年4月30日 - ）